# Eucalathis fasciculata
Eucalathis fasciculata är en armfotingsart som beskrevs av Cooper 1973. Eucalathis fasciculata ingår i släktet Eucalathis och familjen Chlidonophoridae. Inga underarter finns listade i Catalogue of Life.